# Heinrich Gleißner

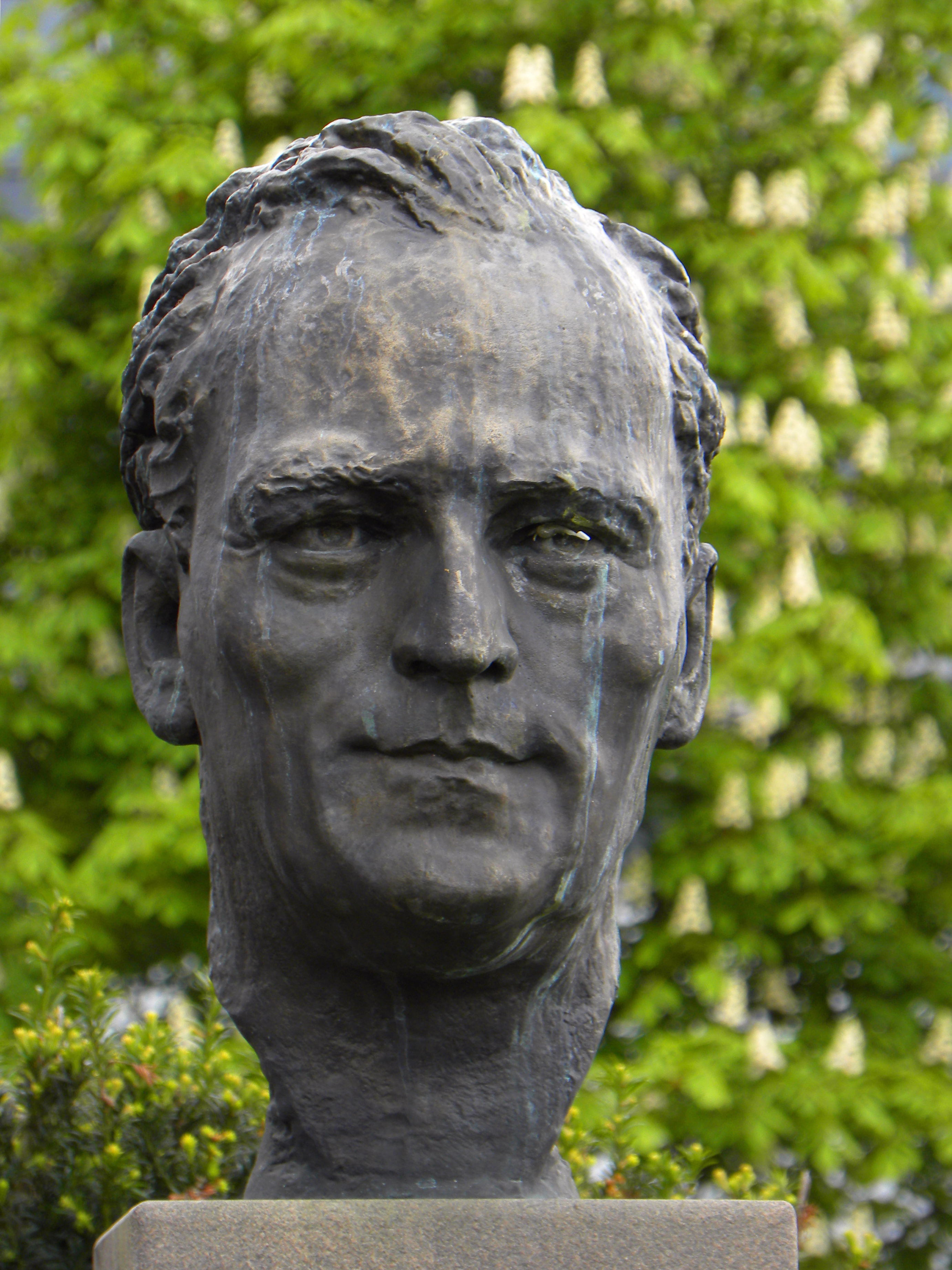
Buste van Heinrich Gleißner in Linz (door Franz Strahammer)

Heinrich Gleißner (Linz 26 januari 1893 - aldaar 18 januari 1984) was een Oostenrijks jurist en politicus (ÖVP).

## Biografie
Na het gymnasium in Linz studeerde Gleißner sinds 1912 rechten aan de Karelsuniversiteit Praag. Zijn studie werd bij het uitbreken van de Eerste Wereldoorlog in 1914 onderbroken en gedurende vier jaar diende hij bij de infanterie. Het laatste oorlogsjaar bracht hij door in krijgsgevangenschap. Na de oorlog hervatte hij zijn rechtenstudie, nu echter aan de Universiteit van Innsbruck. In 1920 promoveerde hij tot doctor in de rechten. Gedurende zijn jaren aan de universiteit sloot hij zich aan bij de katholieke studentenorganisatie CV/ÖCV. 
Na zijn studie was hij als jurist verbonden aan de regering van de deelstaat Opper-Oostenrijk. In 1930 werd hij benoemd tot directeur van de Landwirtschaftskammer (Kamer van de Landbouw) van Opper-Oostenrijk en van 1933 tot 1934 was hij staatssecretaris van Land- en Bosbouw. Tijdens de autoritaire Standenstaat was hij gouverneur (Landeshauptmann) van Opper-Oostenrijk (1934-1938). Na de Anschluss door Nazi-Duitsland werd hij afgezet en op 15 maart 1938 werd hij gevangengezet. De jaren 1939 en 1940 bracht hij door in de concentratiekampen Dachau en Buchenwald. Vervolgens werd hij als dwangarbeider tewerkgesteld in Berlijn.
Na de Tweede Wereldoorlog was Gleißner van 1945 tot 1971 wederom gouverneur van de deelstaat Opper-Oostenrijk. 

### Presidentskandidaat in 1951
Bij de presidentsverkiezingen van 1951 was hij voor de ÖVP kandidaat voor het bondspresidentschap. Hij won de eerste ronde op 6 mei met 40% van de stemmen. Bij de tweede ronde op 27 mei werd hij echter verrassend verslagen door de sociaaldemocratische kandidaat Theodor Körner die 52% van de stemmen kreeg en daarmee de overleden Karl Renner als staatshoofd opvolgde.
Gleißner trok zich in 1971 uit de actieve politiek terug en overleed op 18 januari 1984 in zijn geboortestad Linz. Zijn lichaam werd bijgezet op de St.-Barbara-begraafplaats aldaar.

## Onderscheidingen
- 1934: Grote Zilveren Ereteken aan het lint voor Verdienste voor de Republiek Oostenrijk
- 1953: Grootkruis der Silvesterorde
- 1954: Grote Gouden Ereteken met de Ster voor Verdienste voor de Republiek Oostenrijk
- 1958: Commandeurskruis Legioen van Eer
- 1959: Grote Gouden Ereteken aan het lint voor Verdienste voor de Republiek Oostenrijk
- 1960: Grootkruis met Ster en Grootlint van de Orde van Verdienste van de Bondsrepubliek Duitsland
- 1963: Grote Ereteken van het Land Opper-Oostenrijk
- 1969: Ereburger van de gemeente Perwang am Grabensee